# San Francisco (Be Sure to Wear Flowers in Your Hair)
San Francisco (Be Sure to Wear Flowers in Your Hair) är en sång från 1967, skriven av John Phillips och lanserad av Scott McKenzie på Monterey Pop Festival samma år. Phillips spelar även gitarr på inspelningen. Den togs senare med på McKenzies album The Voice of Scott McKenzie. Låten blev en stor hitsingel under sommaren 1967, kultlåt, och signaturmelodi för flower power-rörelserna.
Noteras bör att även om McKenzie sjunger "be sure to wear some flowers in your hair" så är titeln på låten endast "San Francisco (Be Sure to Wear Flowers in Your Hair)". Trots detta förekom "some" på vissa skivetiketter och omslag.
Låten förekom på soundtracket i filmerna Forrest Gump och The Rock.

## Listplaceringar
| Lista (1967)   | Position              |
| -------------- | --------------------- |
| Australien     | 2 (Go Set)            |
| Danmark        | 1 (DR "Top 20")       |
| Finland        | 1                     |
| Flandern       | 1                     |
| Frankrike      | 1 (SNEP)              |
| Irland         | 1                     |
| Kanada         | 2 (RPM)               |
| Nederländerna  | 1                     |
| Norge          | 1 (VG-lista)          |
| Nya Zeeland    | 1                     |
| Schweiz        | 8                     |
| Spanien        | 1                     |
| Storbritannien | 1                     |
| Sverige        | 1 (Kvällstoppen)      |
| Sverige        | 1 (Tio i topp)        |
| USA            | 4 (Billboard Hot 100) |
| Vallonien      | 1                     |
| Västtyskland   | 1                     |
| Österrike      | 1                     |

### Fotnoter
1. ↑  https://www.latimes.com/entertainment/tv/la-xpm-2012-aug-21-la-me-scott-mckenzie-20120821-story.html
2. ↑  ”Listplacering”. Arkiverad från originalet den 23 augusti 2019. https://web.archive.org/web/20190823111518/http://www.poparchives.com.au/gosetcharts/1967/19670726.html. Läst 8 mars 2021.
3. ↑  ”Hejmdal, "Ung 67", Listplacering”. https://www2.statsbiblioteket.dk/mediestream/avis/record/doms_aviser_page%3Auuid%3A2cd1ba38-6169-4595-b24a-f433ab124b4a/query/hejmdal%2018%20oktober%201967/page/doms_aviser_page%3Auuid%3Aa6fb675c-d70c-4375-b648-486beed48568. Läst 8 mars 2021.
4. ↑  ”Listplacering”. http://suomenlistalevyt.blogspot.com/2015/08/mau-mem.html. Läst 8 mars 2021.
5. ↑  ”Listplacering”. https://www.ultratop.be/nl/song/8/Scott-McKenzie-San-Francisco-(Be-Sure-To-Wear-Some-Flowers-In-Your-Hair). Läst 8 mars 2021.
6. ↑  ”Listplacering”. http://www.infodisc.fr/Tubes_Artistes_M.php. Läst 8 mars 2021.
7. ↑  ”Listplacering”. http://irishcharts.ie/search/placement?page=1&search_type=title&placement=San+Francisco. Läst 8 mars 2021.
8. ↑  ”Listplacering”. https://www.bac-lac.gc.ca/eng/discover/films-videos-sound-recordings/rpm/Pages/image.aspx?Image=nlc008388.10081&URLjpg=http%3a%2f%2fwww.collectionscanada.gc.ca%2fobj%2f028020%2ff4%2fnlc008388.10081.gif&Ecopy=nlc008388.10081. Läst 8 mars 2021.
9. ↑  ”Listplacering”. https://dutchcharts.nl/showitem.asp?interpret=Scott+McKenzie&titel=San+Francisco+%28Be+Sure+To+Wear+Some+Flowers+In+Your+Hair%29&cat=s. Läst 8 mars 2021.
10. ↑  ”Listplacering”. https://norwegiancharts.com/showitem.asp?interpret=Scott+McKenzie&titel=San+Francisco+%28Be+Sure+To+Wear+Some+Flowers+In+Your+Hair%29&cat=s. Läst 8 mars 2021.
11. ↑  ”Listplacering”. Arkiverad från originalet den 25 oktober 2021. https://web.archive.org/web/20211025160449/http://www.flavourofnz.co.nz/index.php?qpageID=search%20listener&qartistid=648#n_view_location. Läst 8 mars 2021.
12. ↑  ”Listplacering”. https://hitparade.ch/song/Scott-McKenzie/San-Francisco-(Be-Sure-To-Wear-Some-Flowers-In-Your-Hair)-8. Läst 8 mars 2021.
13. ↑  ”Listplacering”. http://listadesuperventas.blogspot.com/2010/02/1967.html. Läst 8 mars 2021.
14. ↑  ”Scott McKenzie Chart History” (på engelska). The Official UK Charts Company. https://www.officialcharts.com/artist/13031/scott-mckenzie/. Läst 8 mars 2021.
15. ↑  Hallberg, Eric (1993). Kvällstoppen i P3 (1:a uppl.). ISBN 91-630-2140-4
16. ↑  Hallberg, Eric (1998). Tio i topp - med de utslagna på försök 1961-74 (1:a uppl.). ISBN 91-972712-5-X
17. ↑  ”Listplacering”. https://www.billboard.com/music/scott-mckenzie/chart-history. Läst 8 mars 2021.
18. ↑  ”Listplacering”. https://www.ultratop.be/fr/song/8/Scott-McKenzie-San-Francisco-(Be-Sure-To-Wear-Some-Flowers-In-Your-Hair). Läst 8 mars 2021.
19. ↑  ”Listplacering”. http://www.charts-surfer.de/. Läst 8 mars 2021.
20. ↑  ”Listplacering”. https://austriancharts.at/showitem.asp?interpret=Scott+McKenzie&titel=San+Francisco+%28Be+Sure+To+Wear+Some+Flowers+In+Your+Hair%29&cat=s. Läst 8 mars 2021.